# Tetracloroetilenă
Tetracloroetilena sau percloroetilena, cunoscută sistematic sub denumirea de tetracloroetenă, este o clorocarbură cu formula {\displaystyle {\ce {C2Cl4}}} și un lichid volatil și greu, folosit ca solvent. Este utilizat pe scară largă pentru curățarea chimică și degresarea industrială datorită capacității sale de a dizolva diferite uleiuri. Este un agent de curățare eficient a frânelor în industria auto.
Este un derivat al etilenei în care toți hidrogenii au fost înlocuiți cu clor. A fost obținut pentru prima dată prin descompunerea termică a hexacloroetanului în 1839 de către chimistul francez Victor Regnault. Tetracloroetilena, produsă industrial prin clorurarea hidrocarburilor mari, nu este inflamabilă sau explozivă. Este mai stabilă decât compușii similari, nu reacționează ușor și nu tinde să se polimerizeze. Este mai puțin toxică decât alte perclorocarburi similare.